# ال-۶۹۴٬۲۴۷
ال-۶۹۴،۲۴۷ (به انگلیسی: L-694,247) با فرمول شیمیایی C۲۰H۲۱N۵O۳S یک ترکیب شیمیایی است. که جرم مولی آن ۴۱۱٫۴۸ g/mol می‌باشد.